# Gryon lena
Gryon lena är en stekelart som beskrevs av Mikhail Vasilievich Kozlov 1972. Gryon lena ingår i släktet Gryon och familjen Scelionidae. Inga underarter finns listade i Catalogue of Life.